# Graphium sarpedon
Graphium sarpedon is een vlinder uit de familie van de pages (Papilionidae).

## Kenmerken
De spanwijdte bedraagt ongeveer 60 tot 80 millimeter.

## Verspreiding en leefgebied
Deze vlindersoort komt voor in Korea, Japan, India, Myanmar, Thailand, de Filipijnen, Indonesië en Australië in bossen en open terreinen.

## Waardplanten
De waardplanten van de rupsen zijn soorten in de families Lauraceae, Myrtaceae en Sapotaceae. Soms wordt ook schade toegebracht aan de in Australië verbouwde kamferboom.

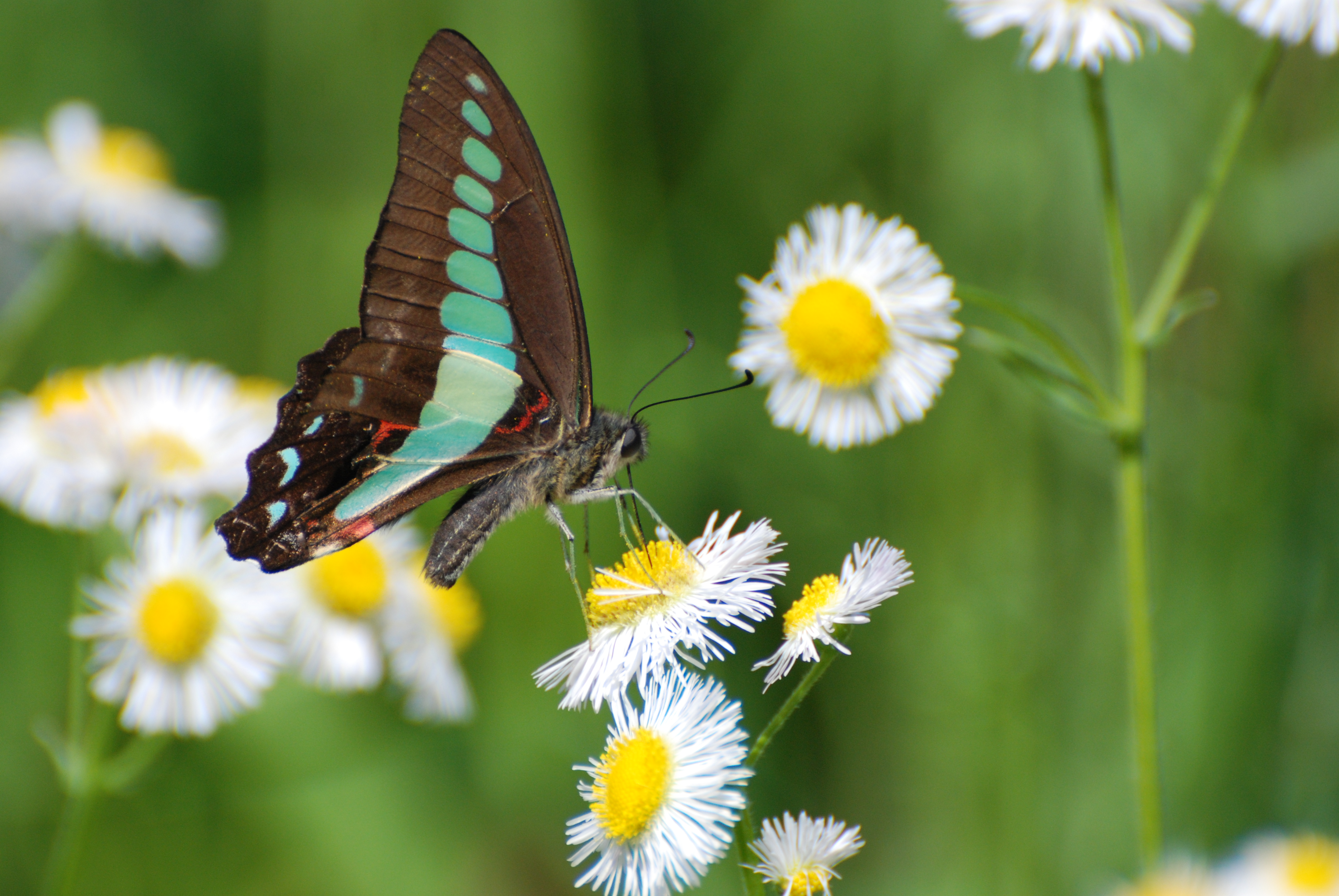

## Synoniemen
- Papilio sarpedon var. takamukuana Matsumura, 1929
- Papilio sarpedon var. lunula Matsumura, 1929
- Papilio sarpedon var. hirayamae Matsumura, 1929